# Rác

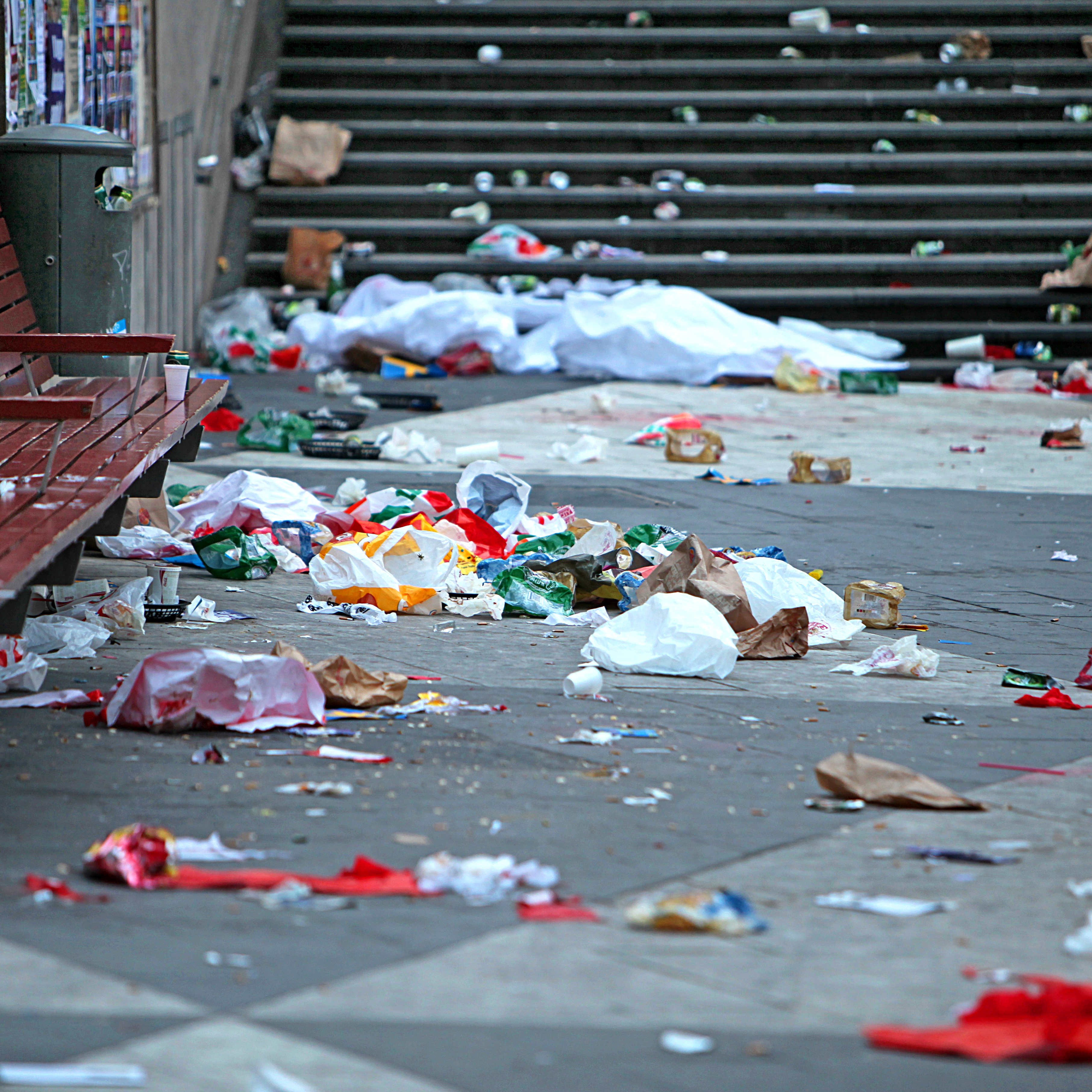
Rác thải ở Stockholm, Thụy Điển

Xả rác bao gồm các sản phẩm chất thải đã được loại bỏ không đúng cách, mà không có sự đồng ý, tại một địa điểm không phù hợp. Litter cũng có thể được sử dụng như một động từ; để xả rác phương tiện để thả và các đối tượng nghỉ, thường con người gây ra, chẳng hạn như lon nhôm, ly giấy, giấy gói thức ăn nhanh, hộp các tông hoặc chai nhựa trên mặt đất, và để chúng ở đó vô thời hạn hoặc cho người khác để xử lý như trái ngược với loại bỏ chúng một cách chính xác.
Các loại rác lớn và nguy hiểm như lốp xe, thiết bị điện, điện tử, pin và các thùng chứa công nghiệp lớn đôi khi được đổ ở các địa điểm biệt lập, chẳng hạn như rừng quốc gia và các khu đất công cộng khác.
Đây là một tác động của con người đến môi trường và vẫn là một vấn đề môi trường nghiêm trọng ở nhiều quốc gia. Chất thải có thể tồn tại trong môi trường trong một thời gian dài trước khi phân hủy và được vận chuyển qua một khoảng cách lớn vào các đại dương trên thế giới. Chất thải có thể ảnh hưởng đến chất lượng cuộc sống.
Tàn thuốc lá là mặt hàng được xả rác nhiều nhất trên thế giới, với 4,5 nghìn tỷ được loại bỏ mỗi năm. Ước tính về thời gian cần thiết để tàn thuốc có thể phân hủy khác nhau, từ năm năm đến 400 năm để tàn thuốc hoàn toàn xuống cấp.

## Nguyên nhân

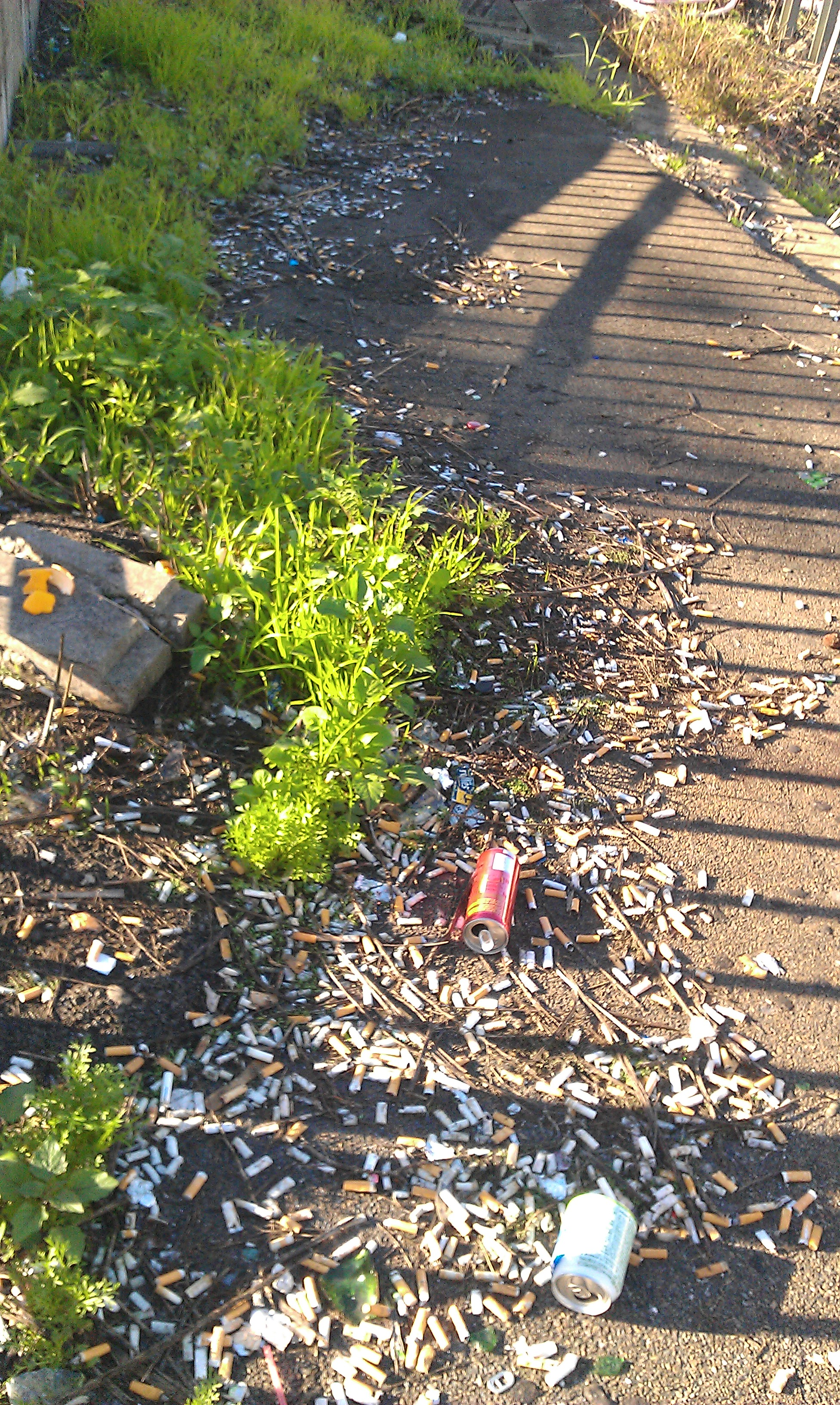
Sân ga Strathfield ở Sydney, Úc. Rác thải tích tụ hàng tháng, có lẽ là hàng năm do không được quét dọn thường xuyên

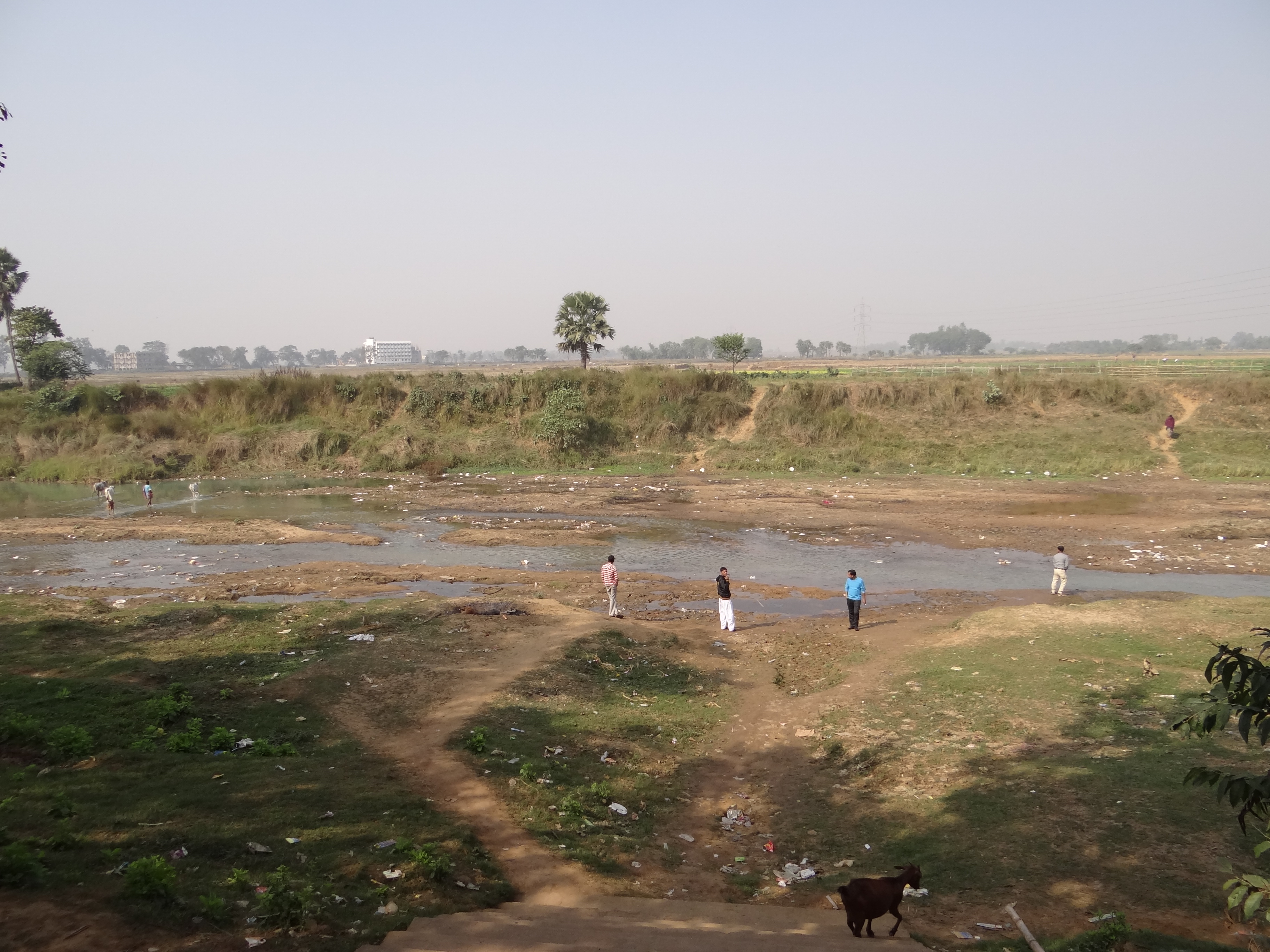
Lòng một con sông nhỏ ở Ấn Độ cho thấy lượng lớn rác thải nhựa và giấy

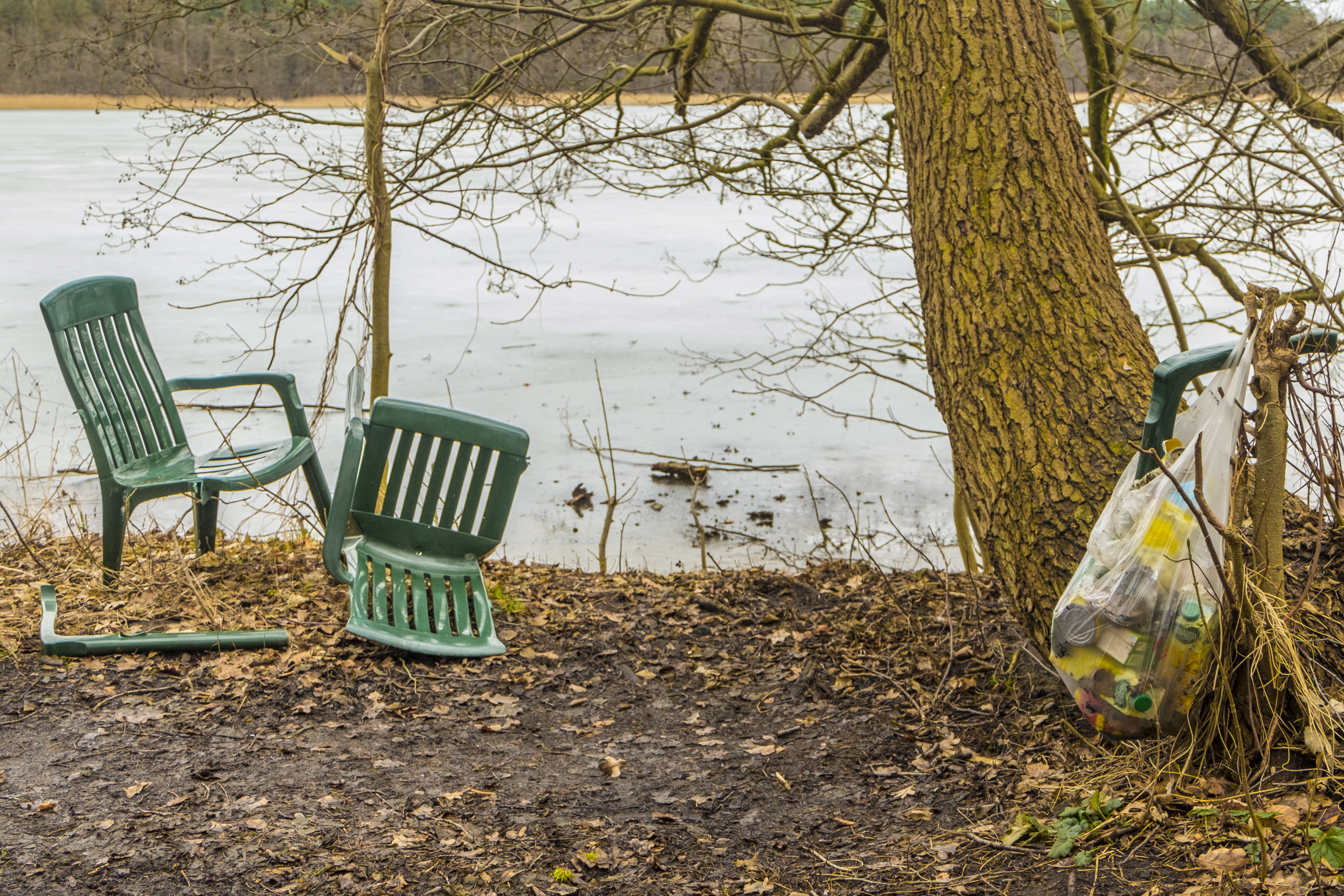
Rác thải ngoài tự nhiên.

Ngoài việc xả rác có chủ ý, gần một nửa lượng rác thải trên đường phố Hoa Kỳ hiện nay là do bị vất đi một cách vô tình hoặc không chủ ý, thường là các mảnh vụn rơi ra khỏi thùng rác, xe thu gom tái chế và xe tải chở rác mà không được ràng buộc đúng cách. Mức độ dân số, mật độ giao thông và khoảng cách đến các khu xử lý chất thải là những yếu tố có liên quan đến tỷ lệ xả rác cao.
Chất thải nguy hại bị đổ bỏ bất hợp pháp có thể là kết quả của những phí tổn để bỏ vật liệu tại các nơi quy định: một số phí tổn này bị tính khi bỏ các chất thải nguy hại. Sự thiếu tiếp cận với các cơ sở chấp nhận chất thải nguy hại gần đó cũng có thể hạn chế việc sử dụng chúng. Ngoài ra, sự thiếu hiểu biết các luật lệ quy định về việc đổ bỏ chất thải nguy hại đúng cách có thể gây ra việc thải bỏ bừa bãi.
Theo một nghiên cứu của tổ chức VROM ở Hà Lan, có 80% người cho rằng "tất cả mọi người đều bỏ lại một mẩu giấy, thiếc hay gì đó ở trên đường". Những người trẻ tuổi từ 12 đến 24 tuổi xả nhiều rác hơn người ở độ tuổi trung bình (người Hà Lan hoặc người Bỉ); chỉ có 18% những người thường xuyên xả rác là từ 50 tuổi trở lên. Tuy nhiên, một cuộc khảo sát vào năm 2010 về vấn đề xả rác ở Maine, New Hampshire và Vermont tại Hoa Kỳ, cho rằng những người xả rác 55 tuổi hoặc cao hơn là thấp hơn 5%. Các nghiên cứu quan sát tương tự ước tính rằng 78% người xả rác là nam giới. Năm 1999, nghiên cứu của Keep America Beautiful cho thấy 75% người Mỹ thừa nhận là đã xả rác trong năm năm qua, nhưng 99% những người đó lại cho rằng họ thích một môi trường trong sạch.
Việc thực thi pháp luật dè dặt hoặc khoan dung góp phần vào hành vi xả rác. Các nguyên nhân khác là do điều kiện bất tiện, quyền lợi và kinh tế. Một cuộc khảo sát ở Pennsylvania đã phát hiện ra rằng nơi có số lượng bãi rác bất hợp pháp lớn nhất là ở các thị trấn mà không có lực lượng chuyên chở rác thải đô thị. Báo cáo tương tự cũng chỉ ra sự thiếu hụt thùng rác và dịch vụ tái chế rác thải, tình trạng thiếu lực lượng thực thi và thói quen là những nguyên nhân chính. Và sự hiện diện của rác thải lại gây ra thêm tình trạng xả rác.

## Vòng đời
Rác thải vẫn còn có thể được nhìn thấy trong thời gian dài trước khi nó phân hủy hoàn toàn, và với một số vật dụng làm bằng thủy tinh, xốp hoặc nhựa ngưng tụ thì chúng có thể tồn tại trong môi trường hơn cả triệu năm.
Khoảng 18% rác thải thường đi qua các hệ thống thoát nước và kết thúc là ra ngoài các dòng suối, sông ngòi và đường thủy địa phương. Rác thải không được thu gom có thể tích tụ dần và trôi vào suối, vịnh và cửa sông địa phương. Rác thải trong các đại dương thường bị sóng đánh vào các bãi biển hoặc bị gom vào trong các xoáy nước trên đại dương chẳng hạn như đảo rác Thái Bình Dương. Khoảng 80 phần trăm các mảnh rác trên biển đến từ các nguồn trên đất liền.
Một số rác được thu thập có thể được tái chế, tuy nhiên rác thải đã phân hủy thì không thể được tái chế và cuối cùng sẽ trở thành bùn, thường rất độc hại. Phần lớn rác được thu gom sẽ vào bãi rác.

## Hiệu ứng
Rác thải có thể gây tác động bất lợi đối với con người và môi trường theo những cách khác nhau.

### Hiệu ứng trên con người

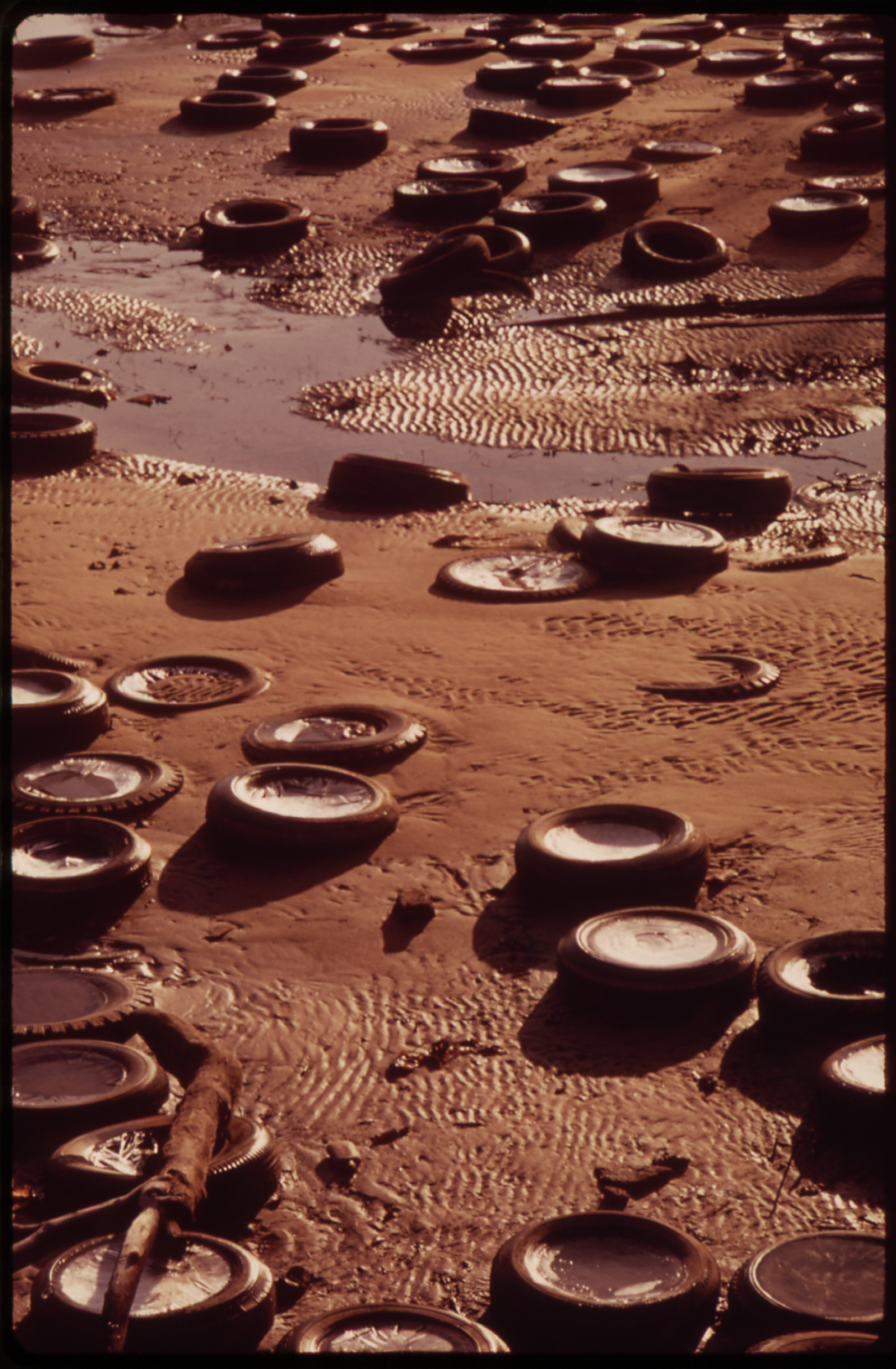
Những vỏ xe này bị vất bỏ tại Middle Branch ở Cảng Baltimore, trong hình là vào năm 1973. Việc vất bỏ vỏ xe vẫn còn là một mối lo cho đến ngày nay, nhưng việc tái chế chúng có thể mang lại lợi ích.

Các vật liệu nguy hại được bọc trong lốp xe và các vật dụng từ rác thải bất hợp pháp khác có thể rò rỉ vào nguồn nước, làm ô nhiễm đất và không khí.
Lốp xe là chất thải nguy hại thường bị bỏ nhất. Năm 2007, Hoa Kỳ xả ra 262 triệu lốp phế liệu. Ba mươi tám tiểu bang có luật cấm bỏ lốp xe còn nguyên vào các bãi chôn lấp. Nhiều trong số này bị bỏ bất hợp pháp ở những khu đất công cộng. Lốp xe có thể trở thành nơi sinh sản của các côn trùng trung gian truyền bệnh sang người. Muỗi sinh sản trong nước đọng có thể lây truyền virus Tây sông Nile và sốt rét. Động vật gặm nhấm thường làm tổ trong lốp xe và có thể lây truyền các bệnh như Virus Hanta.
Khi lốp xe bị đốt cháy, chúng có thể cháy âm ỉ trong thời gian dài, sinh ra hàng trăm hợp chất hóa học gây ô nhiễm không khí và các bệnh về hô hấp. Ngoài ra, phần cặn còn sót lại có thể gây hại cho đất và thấm vào nguồn nước ngầm.

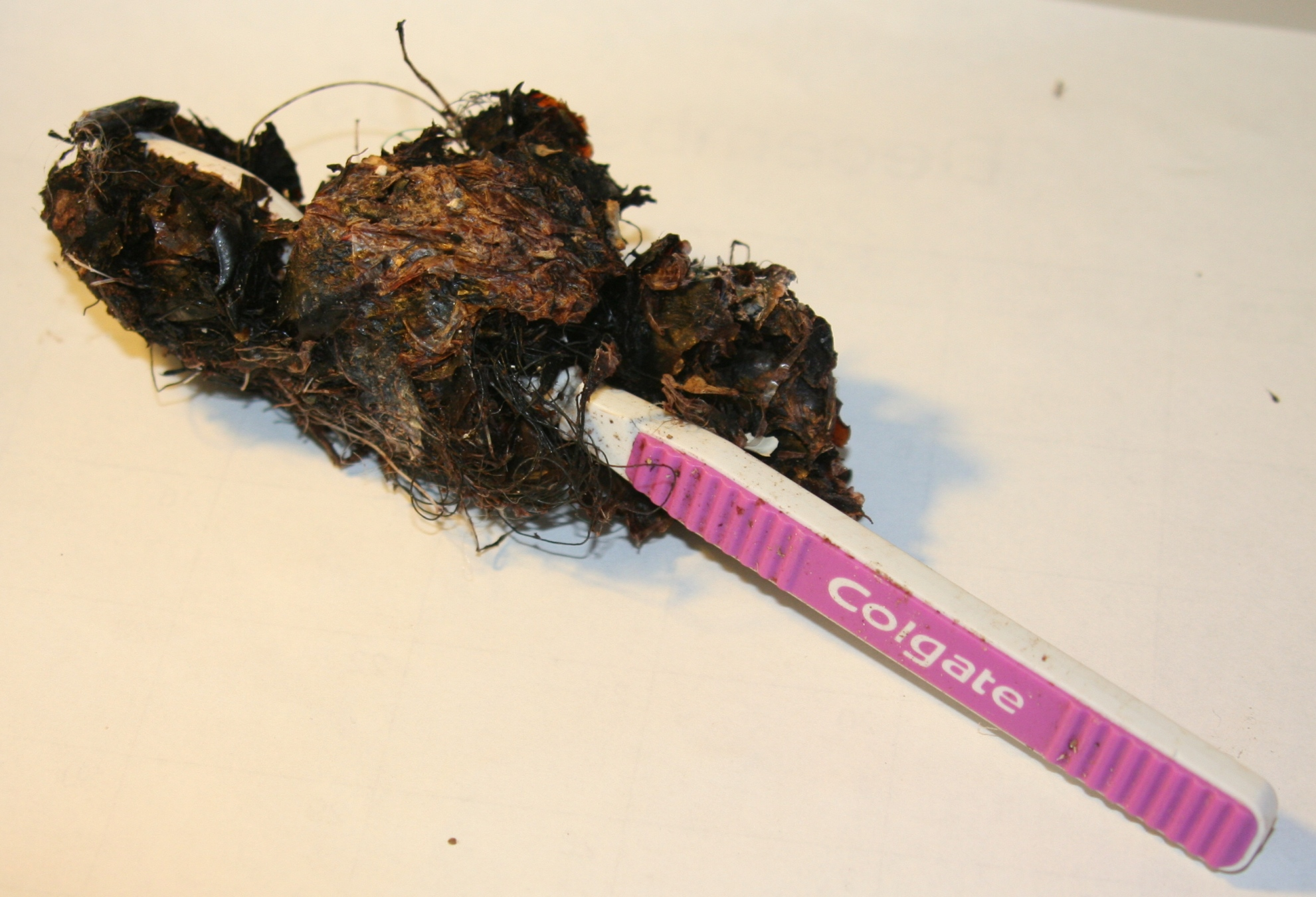
Thức ăn đang tiêu hóa của một con chim Hải âu, bao gồm sợi đơn của lưới đánh cá, bàn chải đánh răng bị vất bỏ. Ăn phải các vật nhựa trôi nổi có thể gây nguy hiểm đến sức khỏe của chim Hải âu.

Gây ảnh hưởng đến thị giác cũng là một tác động chính của rác thải.
Các vật chứa mở ra sẵn như ly giấy, gói thực phẩm bằng các tông, chai nước bằng nhựa và lon nhôm có thể chứa nước mưa, làm nơi sinh sản cho muỗi. Ngoài ra, tia lửa hoặc tia chớp có thể gây hỏa hoạn nếu nó đánh trúng rác thải như túi giấy hoặc hộp các tông.
Rác thải có thể nguy hiểm cho sức khỏe. Các mảnh rác rơi xuống từ xe cộ là nguyên nhân làm tai nạn ô tô ngày càng tăng. Việc loại bỏ các loại hàng hóa nguy hiểm, hóa chất, lốp xe, chất thải sắc nhọn và mầm bệnh do rác thải có thể gây hại ngẫu nhiên cho con người.
Rác thải cũng gây ra chi phí đáng kể cho nền kinh tế. Việc dọn rác ở Hoa Kỳ gây tốn hàng trăm đô la mỗi tấn, gấp khoảng mười lần so với chi phí xử lý rác thải, với tổng chi phí khoảng 11 tỷ đô la mỗi năm.

### Ảnh hưởng trên động vật hoang dã
Động vật có thể bị mắc kẹt hoặc nhiễm độc bởi rác trong môi trường sống của chúng. Đầu lọc thuốc lá là một mối đe dọa cho động vật hoang dã và đã được tìm thấy trong dạ dày của cá, chim và cá voi, khi nhầm lẫn chúng với thức ăn. Ngoài ra động vật có thể bị mắc kẹt trong rác và gây khó chịu nghiêm trọng. Ví dụ, phần nhựa được sử dụng để giữ những lon nước giải khát với nhau có thể quấn quanh cổ động vật và khiến chúng nghẹt thở khi chúng lớn lên. Các trường hợp khác mà động vật có thể bị tổn hại do rác thải bao gồm kính vỡ làm rách bàn chân chó, mèo và các động vật có vú nhỏ khác.
Hầu hết rác thải ở Victoria, Úc đều trôi ra hoặc gần các đại dương, bãi biển hay sông.

### Những ảnh hưởng khác
Rác hữu cơ với số lượng lớn có thể gây ô nhiễm nguồn nước và dẫn đến hiện tượng tảo nở hoa. [26] Thuốc lá cũng có thể gây hỏa hoạn nếu chúng không bị dập trước khi bị ném vào môi trường.

## Mở rộng
Rác thải là một vấn đề môi trường ở nhiều nước trên thế giới. Trong khi các nước ở khu vực đang phát triển thiếu nguồn lực để đối phó với vấn đề này, nền kinh tế dựa vào người tiêu dùng ở các nước phương Tây có thể tạo ra số lượng rác lớn hơn bình quân đầu người do sự tiêu thụ những sản phẩm dùng một lần cao hơn.

## Giải pháp

Biển báo "Cấm xả rác" ở Hoa Kỳ.

### Thùng chứa rác
Các thùng chứa chất thải công cộng hoặc thùng rác trên đường phố được chính quyền địa phương cung cấp để thuận tiện cho việc xử lý và thu gom rác thải. Ngày càng có nhiều lựa chọn tái chế và tổng hợp rác thải được đưa ra. Hội đồng địa phương chọn chất thải và đưa đi để tái sử dụng hoặc tái chế. Tuy nhiên, có những vấn đề với cách tiếp cận này. Nếu những thùng rác không được dọn thường xuyên, thì việc rác lấp đầy thùng sẽ xảy ra và có thể làm tăng lượng rác thải một cách gián tiếp. Một số chính quyền địa phương sẽ chỉ chịu trách nhiệm cho rác thải được bỏ trong thùng rác, có nghĩa là việc xả rác vẫn còn là một vấn đề. Mọi người có thể đổ lỗi cho việc thiếu thùng rác được đặt đúng chỗ để bỏ rác. Các vật liệu nguy hiểm có thể bị vứt bỏ không đúng cách trong thùng rác và chúng có thể khuyến khích những người bới rác.

### Nhặt rác

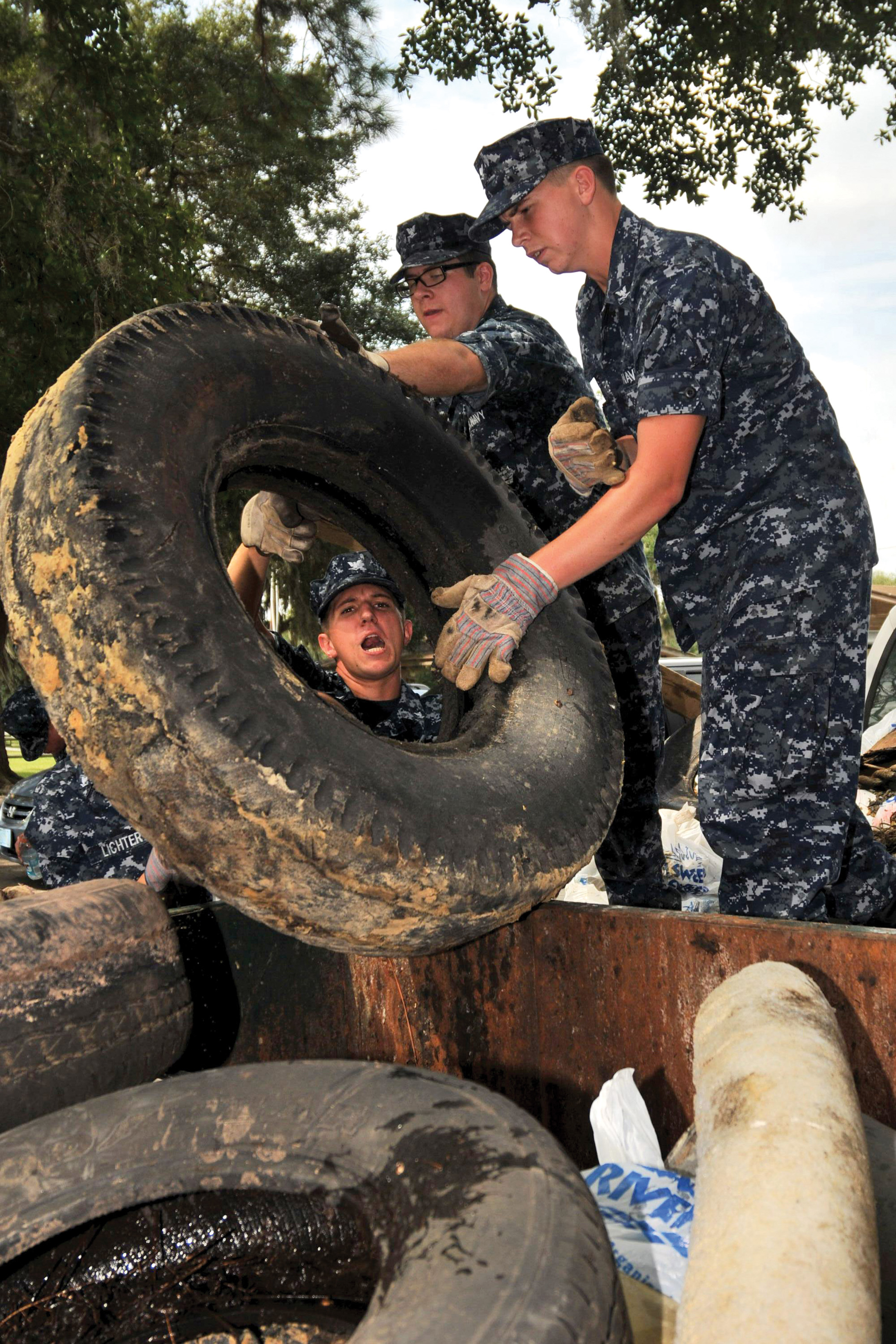
Dọn dẹp vỏ xe bị vất bỏ.

Những tình nguyện viên đôi khi nhặt rác và vứt bỏ rác một mình hoặc phối hợp với nhau thông qua các tổ chức. Các sự kiện dọn dẹp có thể được tổ chức và người tham gia đôi khi sẽ tìm rác trong một khu vực theo đường thẳng để đảm bảo rằng không có rác thải bị bỏ sót. Ở Bắc Mỹ, chương trình Adopt a Highway rất phổ biến, khi mà các công ty và tổ chức cam kết làm sạch các đoạn đường. Tại Kiwayu, một hòn đảo ở Kenya, một số rác được thu gom (flip-flops) được sử dụng để làm các tác phẩm nghệ thuật, sau đó được bán.
Việc nhặt rác cũng có thể gây nguy hiểm cho sức khỏe. Các mối nguy hiểm có thể bao gồm tổn thương cột sống vì phải cúi xuống liên tục, và tiếp xúc với hàng hóa nguy hiểm, chất thải sắc bén và các mầm bệnh. Kết quả là, các thiết bị an toàn như găng tay đôi khi được đeo và các công cụ giúp nâng tầm với được sử dụng.

### Bẫy rác

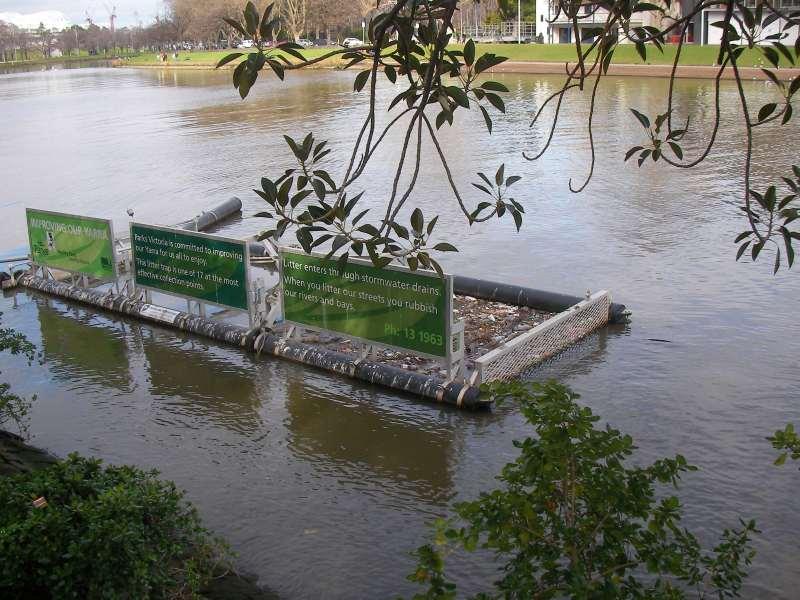
Bẫy rác được đặt trên sông để giữ lại rác thải trôi nổi. Sông Yarra, Melbourne, Úc.

Bẫy rác có thể được sử dụng để thu gom rác khi nó trôi theo nước mưa vào đường thủy. Tuy nhiên, bẫy rác chỉ có hiệu quả đối với các loại rác lớn hoặc trôi nổi và phải được duy trì. Một cuộc khảo sát rác thải ở đầu nguồn nước gần đây cho thấy sự khác biệt về thành phần của rác đường phố và rác trong nước mưa.

### Luật ký gửi vật chứa
Luật ký gởi vật chứa có thể nhằm vào hai mục đích là giảm việc xả rác và cũng khuyến khích việc thu gom rác thông qua các chương trình tái chế ở địa phương mà cung cấp các ưu đãi, đặc biệt là đối với các lon nhôm, chai thủy tinh và chai nhựa. Tại New York, hóa đơn một chai nước bao gồm chi phí tái chế các chai đựng nước bằng nhựa và đã thu được 120 triệu đô la cho Quỹ General Fund của bang từ các khoản tiền gửi vô thừa nhận vào năm 2010.
Ở một số quốc gia như Đức và Hà Lan, luật ký gửi vật chứa đã được áp dụng cho lon và chai nhựa. Một số vùng của Bỉ cũng đang xem xét việc áp dụng luật này. Do đó, người dân có thể được hoàn tiền lại từ loại rác thải này. Kết quả của việc này là ở Đức, hầu như không có lon hoặc chai nhựa nào có thể được tìm thấy trên đường phố. Tại Hà Lan, lượng rác thải đã giảm đáng kể kể từ khi luật mới được thực hiện, và 95% chai nhựa hiện đang được tái chế. Theo Chris Snick, doanh thu từ việc thu gom rác thải có thể mang lại lợi nhuận về tài chính ở các quốc gia đã áp dụng Luật ký gửi vật chứa: trong 1 giờ ông đã thu được 108 lon và 31 chai nhựa, thu được 13,90 euro (0,10 €) mỗi lon / chai nhựa). Khi so sánh, ở những nước mà chỉ có lon nhôm là được hoàn tiền, 139 lon sẽ chỉ mang lại 1,72 euro (0,0124 euro mỗi lon; giả sử mỗi lon có 15 gram nhôm mỗi lon và nhôm phế liệu có giá trị 0,8267 euro) / kg ).

### Các mức phạt

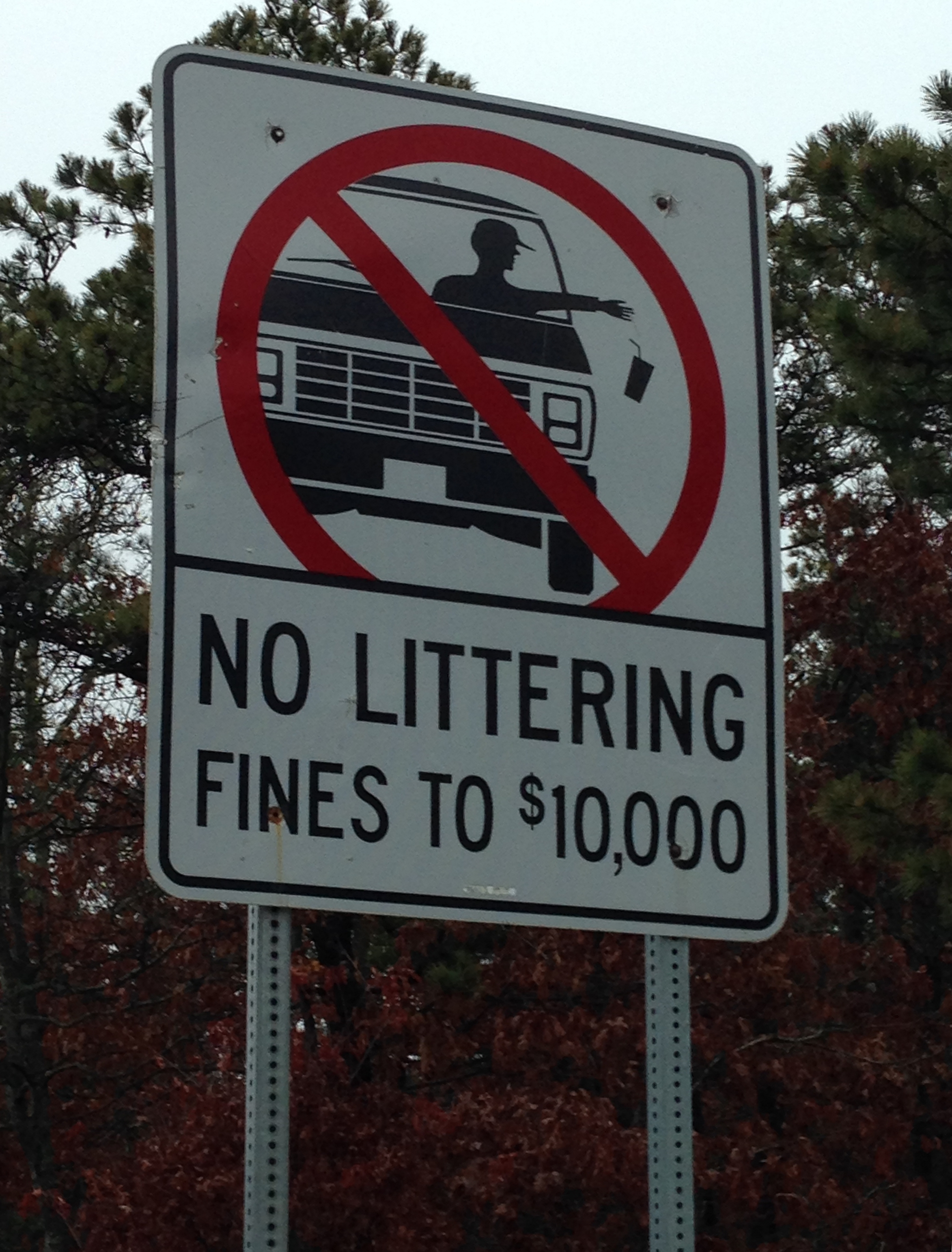
Biển báo "Cấm xả rác" trên một đường cao tốc ở Cape Cod, Massachusetts

Một số quốc gia và chính quyền địa phương đã đưa ra luật để giải quyết vấn đề.
Những hành động dẫn đến các hình thức phạt có thể bao gồm tiền phạt tại chỗ đối với các cá nhân, được thực thi bởi các sĩ quan được ủy quyền ở nơi công cộng hoặc trên phương tiện giao thông công cộng hoặc xả rác từ một chiếc xe, mà trong đó chủ sở hữu phương tiện bị phạt – khi được báo cáo bởi sĩ quan chịu trách nhiệm hoặc bên thứ ba, đôi khi trực tuyến.
Một số luật cụ thể tồn tại ở những quốc gia như sau:
- Hoa Kỳ - Có thể bị phạt hơn 500 USD, lao động công ích hoặc cả hai, như đã được quy định bởi các đạo luật ở các bang và pháp lệnh thành phố. Tất cả 50 bang đều có luật chống xả rác, với các mức phạt khác nhau, lao động công ích và/hoặc có thể bị giam giữ.[31]
- Vương quốc Anh – Xả rác là hành vi vi phạm Đạo luật Bảo vệ Môi trường năm 1990. Điều này đã được Đạo luật Môi trường và Vùng lân cận sạch sẽ năm 2005 mở rộng theo mục 18. Mức phạt tối đa là 2500 bảng nếu bị kết tội. Tuy nhiên, nhiều chính quyền địa phương đưa ra các thông báo phạt cố định theo mục 88 của Đạo luật Bảo vệ Môi trường năm 1990. Thường bị hiểu sai là "phạt tại chỗ", những hình thức phạt này không cần phải được thực hiện tại chỗ. Nếu một người được cho là vi phạm mà không muốn trả tiền phạt theo mức phạt cố định, anh ta có thể bị xét xử tại Tòa án sơ thẩm.
- Úc - không có luật cụ thể trên cả nước, mặc dù các cơ quan bảo vệ môi trường của các bang có luật và mức phạt để ngăn chặn xả rác.
- Hà Lan - Cảnh sát Hà Lan và các giám sát viên địa phương (được gọi là buitengewoon opsporingsambtenaar, hoặc BOA) sẽ phạt những công dân nào mà vứt bỏ lon, chai hoặc giấy gói trên đường phố.

## Chiến dịch chống xả rác

Người ngăn nắp quốc tế

Có nhiều nhóm tồn tại với mục đích nâng cao nhận thức và thực hiện các chiến dịch bao gồm các sự kiện làm sạch. World Cleanup Day là một chiến dịch toàn cầu.
Tại Hoa Kỳ có một số tổ chức thực hiện các chiến dịch chống xả rác. Tổ chức "Keep America Beautiful" được thành lập vào năm 1953. Có ít nhất 38 bang có các chiến dịch với những khẩu hiệu nổi tiếng, được chính phủ công nhận, bao gồm "Don't Mess with Texas"; "Let's Pick It Up New York"; "Don't Trash California"; "Take Pride in Florida"; "Keep Iowa Beautiful".
Tại Úc, tổ chức "Clean Up Australia" được hỗ trợ bởi nhiều công ty, doanh nghiệp cũng như các tình nguyện viên. Các tổ chức chống xả rác bao gồm "Keep Australia Beautiful", được thành lập vào năm 1963. Tổ chức này tạo ra chiến dịch phổ biến "Do the Right Thing" và cuộc thi "Tidy Towns" của nó trở nên nổi tiếng như là một biểu hiện rất tự hào của công dân.
"Keep Britain Tidy" là một chiến dịch ở Anh do tổ chức từ thiện về môi trường "Keep Britain Tidy" thực hiện, một phần do chính phủ Anh tài trợ.

## Lịch sử

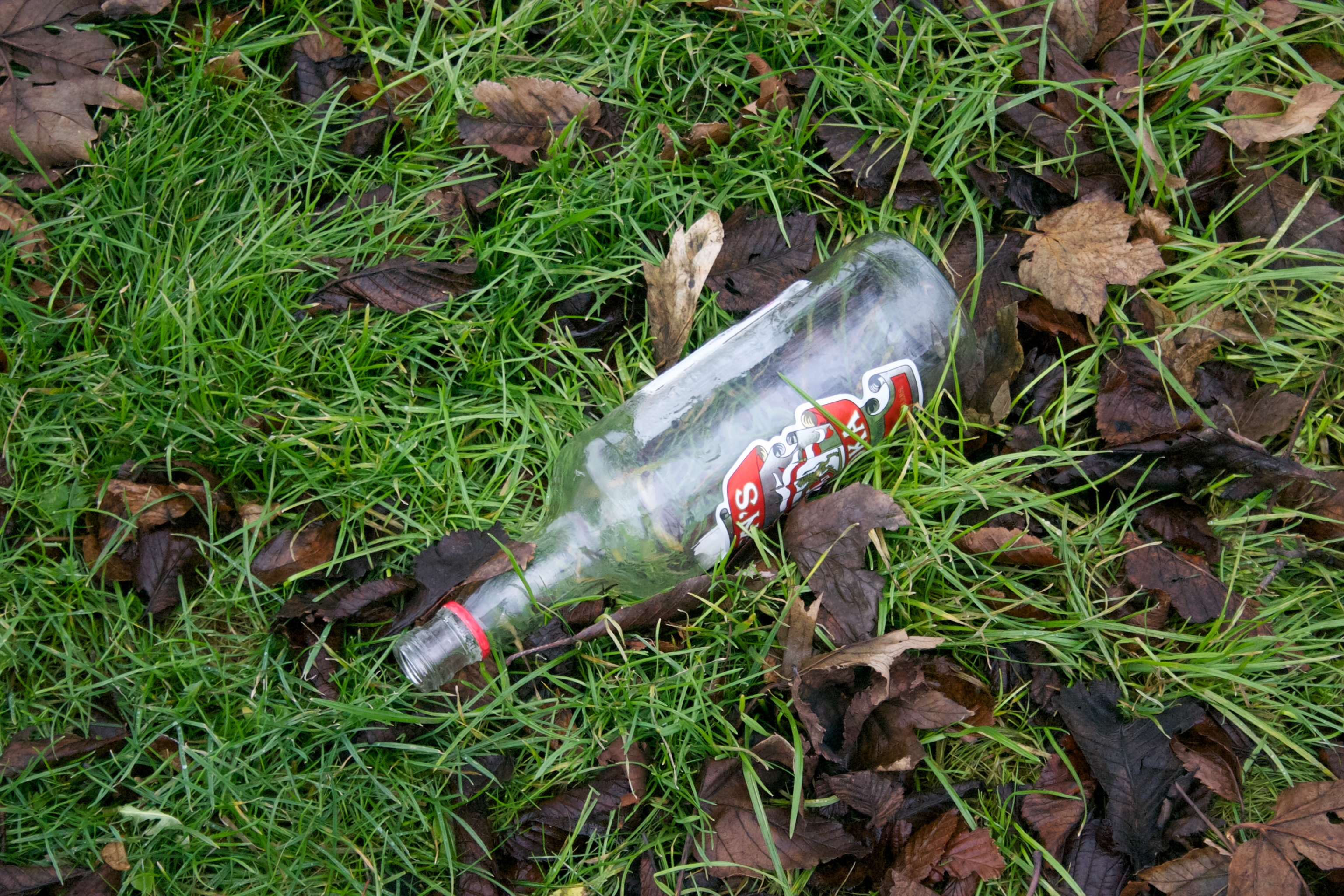
Một chai Vodka bị vất bừa bãi

Trong suốt lịch sử loài người, người ta thường vứt bỏ những thứ không mong muốn trên đường phố, lề đường, trong những bãi nhỏ tại địa phương hay thường ở những địa điểm hẻo lánh. Trước khi có sự cải cách trong các thành phố vào giữa thế kỷ 19, vấn đề vệ sinh không phải là ưu tiên của chính phủ. Hàng đống chất thải ngày càng tăng dẫn đến sự lây lan của bệnh tật.
Những luật lệ chống xả rác dường như đã từng tồn tại ở Hy Lạp cổ đại, như đã được chứng minh bởi một điểm đánh dấu trên đường được phát hiện ở đảo Paros, mang dòng chữ "bất cứ ai vứt rác trên đường phố sẽ nợ 51 drachma cho bất kỳ ai muốn nhặt chúng".
Để giải quyết lượng chất thải phát sinh tại Hoa Kỳ, Đạo luật Xử lý Chất thải rắn năm 1965 đã được ban hành. Năm 1976 chính phủ Liên bang sửa đổi Đạo luật Xử lý Chất thải rắn, tạo Đạo luật Bảo tồn và Phục hồi Tài nguyên (RCRA), đòi hỏi phương pháp "xoay chiều (cradle to grave)"  để xử lý đúng cách các vật liệu nguy hiểm tiềm ẩn. RCRA trao quyền cho Cục Bảo vệ Môi sinh Hoa Kỳ (EPA) quản lý và thực thi xử lý chất thải nguy hại thích hợp.
Nhiều quốc gia hiện nay có luật yêu cầu chất thải nguy hại của hộ gia đình được bỏ tại một địa điểm đặc biệt hơn là tại các bãi rác có rác thải thông thường. Chất thải nguy hại của hộ gia đình bao gồmsơn và dung môi, hóa chất, bóng đèn, đèn huỳnh quang, bình xịt và các sản phẩm ngoài sân vườn như phân bón, thuốc trừ dịch hại, thuốc diệt cỏ và thuốc trừ sâu. Ngoài ra, chất thải y tế tại nhà được coi là chất thải nguy hại và phải được thải bỏ đúng cách.